# Popular Front (USA)
Popular Front (dt. „Volksfront“) war eine linke soziale Bewegung in den USA. Sie wurde von der Kommunistischen Partei der USA, dem radikalen Industriearbeitergewerkschaftsbund CIO, aber vor allem von unabhängigen Antifaschisten, Sozialisten und Sympathisanten linker Ideale getragen. Sie hatte sowohl in der einfachen Bevölkerung als auch bei Intellektuellen Rückhalt.

## Vorgeschichte
Schon zu Anfang des Jahrhunderts war es bei Streikaktionen, die sich gegen unzumutbare Arbeitsverhältnisse wandten, die sich im Zuge der Industrialisierung herausgebildet hatten, zu einer Radikalisierung innerhalb der ärmeren Bevölkerungsschichten gekommen. Aber auch Intellektuelle begeisterten sich für kommunistische und sozialistische Gedanken. 1901 wurde die Sozialistische Partei Amerikas gegründet, 1905 die internationale Gewerkschaft IWW, 1919 die Kommunistische Partei der USA.
Schon nach dem Ersten Weltkrieg kam es zu umfangreichen staatlichen Maßnahmen gegen linke Organisationen unter dem Justizminister Alexander Mitchell Palmer, den so genannten Palmer Raids (1918–1921). Palmer, der als Antikommunist bekannt war, nahm eine Serie von Bombenanschlägen – unter anderem auch auf sein Wohnhaus, das dabei zerstört wurde – zum Anlass, eine große Zahl von Kommunisten und Anarchisten verhaften zu lassen und die Büros von linken Organisationen bei „Hausdurchsuchungen“ zu demolieren. Es kam auch zu Ausweisungen ausländischer Aktivisten.
In den 20er Jahren, einer Zeit großer wirtschaftlicher Prosperität, die allgemein von der Idealisierung eines ungezügelten Kapitalismus geprägt war, übten sozialistische und kommunistische Ideale eine hohe Anziehungskraft in intellektuellen Kreisen aus.
Die Wirtschaftskrise, in den USA „Great Depression“ genannt, führte seit 1929 zu einer schnell steigenden Arbeitslosigkeit und extremen Verelendung weiter Bevölkerungsschichten. Anfang der 30er Jahre führte dies zu einer Radikalisierung der Massen. Dies zeigte sich zum Beispiel in der Abspaltung des Industriearbeiterverbandes CIO von der als zu zögerlich geltenden AFL im Jahr 1935. Noch im selben Jahr begann der CIO effektive Streiks zu organisieren und erlangte schnell hohe Popularität unter den Industriearbeitern.

## Die Popular Front
Wie in vielen europäischen Ländern entstand als Reaktion auf die wirtschaftliche Krise, die durch die Industrialisierung hervorgerufenen gesellschaftlichen Veränderungen, aber auch den aufkommenden Faschismus, ein Bündnis aus liberalen und radikalen linken Gruppen, die als „Volksfront“ (engl. „Popular Front“) bezeichnet wurde. Sie richtete sich gegen rechtsextreme und faschistische Gruppierungen in den USA, gegen den europäischen und weltweiten Faschismus, setzte sich vor allem aber für eine „gerechte“ Gesellschaft für alle in den USA ein. Nach dem durch maßlose Spekulation verursachten Börsenkrach von 1929 und der daraus folgenden Wirtschaftskrise gab es in der Bevölkerung ein erhebliches Misstrauen gegenüber den großen Konzernen und oftmals dem modernen Kapitalismus selbst, so dass die Idee von einer „gerechten“ Gesellschaft auf fruchtbaren Boden fiel. Der Stalinismus stieß jedoch auf weitgehende Ablehnung.
Auch auf kultureller Ebene waren Vertreter der „Popular Front“ aktiv, sowohl in der Musik, der Malerei, im Theater, in der Literatur und im Film, dazu gehörten u. a. Orson Welles, Richard Wright und Tillie Olsen. Seit Mitte der 30er Jahre fanden sozialistische Ideale einen immer stärkeren Rückhalt in der Gesamtbevölkerung, obwohl sich die Wirtschaftslage langsam besserte. Eine Umfrage des Magazins Fortune von 1942 ergab, dass 25 % der Befragten den Sozialismus befürworteten und weitere 35 % ihn nicht ablehnten.
Die allgemeine Stimmung in der Bevölkerung führte auch zu der sehr sozialen Politik des demokratischen Präsidenten Franklin Delano Roosevelt – so wurden soziale Maßnahmen wie social insurance (eine Art Sozialversicherung, die später zu social security wurde), eine Rentenversicherung und staatliche Unterstützung besonders Hilfsbedürftiger zumindest in rudimentären Formen eingeführt (im Social Security Act von 1935). Es gab von 1934 bis 1943 auch Arbeitsbeschaffungsmaßnahmen sowohl für Arbeiter als auch Intellektuelle unter der Works Progress Administration (WPA).

## Historische Bewertung
Im Verlauf der Kommunistenverfolgung („McCarthy-Ära“, engl.: McCarthyism) unter Senator Joseph McCarthy in den späten 1940er und den 1950er Jahren wurde versucht, die Popular Front allein auf die Kommunistische Partei zu reduzieren und zu denunzieren. So ist die Erinnerung an die Zeit der „Popular Front“ im kollektiven Gedächtnis der USA sehr gering, obwohl die „Great Depression“ hier noch heute sehr präsent ist. Sie wird jedoch vor allem mit dem New Deal, den Staubstürmen, einer Naturkatastrophe in der so genannten Dust Bowl, ländlichen Regionen im Westen der USA, in Verbindung gebracht. Künstlerische Leistungen blieben vor allem die Fotos von Dorothea Lange, die Romane von John Steinbeck und die Musik von Woody Guthrie in Erinnerung, die nicht direkt mit der Popular Front assoziiert waren, aber den sozialkritischen Zeitgeist dieser Periode widerspiegeln.
Von Historikern wird jedoch betont, dass „das Herz der Popular Front bei denjenigen lag, die nichtkommunistische Sozialisten und unabhängige Linke waren, die mit Kommunisten und Liberalen zusammenarbeiteten, die eine Kultur darstellten, die weder eine Partei noch eine liberale New-Deal-Kultur war.“ Die Popular Front markiert eine entscheidende Wendung in der US-amerikanischen Kultur. Sie wird als eine der radikalen sozialen Bewegungen in der modernen Geschichte der USA betrachtet, verglichen u. a. mit den sozialen Bewegungen der 1960er Jahre.